# Mesjid Peudeuek Baroh
Mesjid Peudeuek Baroh is een bestuurslaag in het regentschap Pidie Jaya van de provincie Atjeh, Indonesië. Mesjid Peudeuek Baroh telt 983 inwoners (volkstelling 2010).